# (16794) Cucullia
(16794) Cucullia (1997 CQ1) – planetoida z grupy pasa głównego asteroid okrążająca Słońce w ciągu 5,78 lat w średniej odległości 3,22 j.a. Odkryta 2 lutego 1997 roku.